# سیارک ۶۶۷۹
سیارک ۶۶۷۹ (به انگلیسی: 6679 Gurzhij، نامگذاری:1969UP1) شش هزار و ششصد و هفتاد و نهمین سیارک کشف شده‌است که در ۱۶ اکتبر ۱۹۶۹ کشف شد.
قدر مطلق سیارک برابر ۲۱.۴ است.